# Mount Vernon, Georgia
Mount Vernon är administrativ huvudort i Montgomery County i Georgia. Orten har fått namn efter George Washingtons herrgård i Virginia. Vid 2010 års folkräkning hade Mount Vernon 2 451 invånare.